# Герой Советского Союза
Геро́й Сове́тского Сою́за — высшая степень отличия в СССР, которой удостаивали за совершение подвига или выдающиеся заслуги во время боевых действий, а также и в мирное время.
Звание Героя Советского Союза впервые установлено Постановлением ЦИК СССР от 16 апреля 1934 года, дополнительный знак отличия для Героя Советского Союза — медаль «Золотая Звезда» учреждена Указом Президиума Верховного Совета СССР от 1 августа 1939 года. Автор эскиза награды — архитектор Мирон Иванович Мержанов.
Последнее присвоение звания Героя Советского Союза состоялось 24 декабря 1991 года. Начиная с 20 марта 1992 года за особые заслуги перед государством и народом присваивается аналогичное звание Героя Российской Федерации.

## Предыстория
14 апреля 1934 года на первых страницах центральных газет был опубликован текст открытой телеграммы от руководителей Советского государства (И. Сталина, В. Молотова, К. Ворошилова, В. Куйбышева и А. Жданова) к семи полярным лётчикам, участвовавшим в спасении терпящих бедствие пассажиров и членов экипажа парохода «Челюскин»:

Восхищены Вашей героической работой по спасению челюскинцев. Гордимся Вашей победой над силами стихии. Рады, что Вы оправдали лучшие надежды страны и оказались достойными сынами нашей великой родины.
Входим с ходатайством в Центральный Исполнительный Комитет СССР:
1. об установлении высшей степени отличия, связанного с проявлением геройского подвига,— звания «Героя Советского Союза»,
2. о присвоении летчикам: Ляпидевскому, Леваневскому, Молокову, Каманину, Слепнёву, Водопьянову, Доронину, непосредственно участвовавшим в спасении челюскинцев, звания «Героя Советского Союза»,
3. о награждении орденом Ленина поименованных лётчиков и обслуживающих их бортмехаников и о выдаче им единовременной денежной награды в размере годового жалования.

— Правда, 1934. 14 апреля.

## Положение о звании «Герой Советского Союза»
16 апреля 1934 года постановлением ЦИК СССР было учреждено звание Героя Советского Союза в следующей редакции: «Установить высшую степень отличия — присвоение за личные или коллективные заслуги перед государством, связанные с совершением геройского подвига, звания Героя Советского Союза». Никакие знаки отличия не предусматривались — выдавалась только грамота от ЦИК СССР. Также отмечалось, что Герои Советского Союза «пользуются правами и преимуществами, установленными для лиц, награждённых двумя орденами Союза ССР».
Орден Ленина одновременно со званием Героя Советского Союза получили все 11 лётчиков, награждённых до введённого 29 июля 1936 года Положения о звании Героя Советского Союза. Начиная с этой редакции гражданам, удостоенным звания, орден Ленина полагался уже обязательно (помимо грамоты).
Указом Президиума Верховного Совета СССР от 1 августа 1939 года введён особый отличительный знак для Героев Советского Союза — медаль «Герой Советского Союза». В отличие от первоначального Положения теперь предусматривалась возможность многократного награждения «Золотой Звездой». Дважды Герою Советского Союза выдавали вторую медаль «Золотая Звезда» и сооружали бронзовый бюст на его родине с изображением награждённого. Трижды Герою Советского Союза вручали третью медаль «Золотая Звезда», и его бронзовый бюст должен был быть установлен при Дворце Советов в Москве. Выдача орденов Ленина при награждении второй и третьей медалями не предусматривалась. О присвоении звания в четвёртый раз в указе ничего сказано не было, как и о возможном количестве награждений одного человека. Указом от 16 октября 1939 года был утверждён внешний вид медали, которая получила название «Золотая Звезда».
Нумерация медалей для первого, второго и третьего награждения была отдельная. Так как строительство грандиозного Дворца Советов в Москве в связи с войной закончено не было, то бюсты трижды Героев устанавливались в Кремле.
Указом от 6 сентября 1967 года был введён ряд государственных льгот для Героев Советского Союза.
В новой редакции утверждено указом Президиума Верховного Совета СССР от 14 мая 1973 года (Ведомости Верховного Совета СССР, 1973 г., № 20, ст. 268). Положение гласит:

1. Звание Героя Советского Союза является высшей степенью отличия и присваивается за личные или коллективные заслуги перед Советским государством и обществом, связанные с совершением геройского подвига.
2. Звание Героя Советского Союза присваивается Президиумом Верховного Совета СССР.
3. Герою Советского Союза вручаются:
  - высшая награда СССР — орден Ленина;
  - знак особого отличия — медаль «Золотая Звезда»;
  - грамота Президиума Верховного Совета СССР

4. Герой Советского Союза, совершивший вторично геройский подвиг, не меньший того, за который другие, совершившие подобный подвиг, удостаиваются звания Героя Советского Союза, награждается орденом Ленина и второй медалью «Золотая Звезда», и в ознаменование его подвигов сооружается бронзовый бюст Героя с соответствующей надписью, устанавливаемый на его родине, о чём делается запись в указе Президиума Верховного Совета СССР о награждении.
5. Герой Советского Союза, награждённый двумя медалями «Золотая Звезда», за новые геройские подвиги, подобные ранее совершённым, может быть вновь награждён орденом Ленина и медалью «Золотая Звезда».
6. При награждении Героя Советского Союза орденом Ленина и медалью «Золотая Звезда» ему одновременно с орденом и медалью вручается грамота Президиума Верховного Совета СССР.
7. В случае, если Герою Советского Союза будет присвоено звание Героя Социалистического Труда, то в ознаменование его геройского и трудового подвигов сооружается бронзовый бюст Героя с соответствующей надписью, устанавливаемый на его родине, о чём делается запись в указе Президиума Верховного Совета СССР о присвоении звания Героя Социалистического Труда.
8. Герои Советского Союза пользуются льготами, установленными законодательством.
9. Медаль «Золотая Звезда» Героя Советского Союза носится на левой стороне груди над орденами и медалями СССР.
10. Лишение звания Героя Советского Союза может быть произведено только Президиумом Верховного Совета СССР.

Постановлением Президиума Верховного Совета СССР от 22 августа 1988 года № 9440-XI «О совершенствовании порядка награждения государственными наградами СССР» повторное награждение званием Героя Советского Союза и медалью «Золотая Звезда» было отменено.

## Цифры и факты
Первыми, кто был удостоен звания Героя Советского Союза, стали 20 апреля 1934 года полярные лётчики Анатолий Ляпидевский (медаль «Золотая Звезда» № 1), Сигизмунд Леваневский (2; медаль «Золотая Звезда» № 4), Василий Молоков (3), Николай Каманин (4; медаль «Золотая Звезда» № 2), Маврикий Слепнёв (5), Михаил Водопьянов (6), Иван Доронин (медаль «Золотая Звезда» № 7) за спасение терпящих бедствие пассажиров и членов экипажа парохода «Челюскин».
28 сентября 1934 года звание Героя Советского Союза (медаль «Золотая Звезда» № 8) было присвоено М. М. Громову за установление мирового рекорда дальности полёта по замкнутой кривой на расстоянии свыше 12 тыс. км.
Первое присвоение звания Героя Советского Союза за воинские подвиги состоялось 31 декабря 1936 года, когда награды удостоились семнадцать командиров Красной армии — участников гражданской войны в Испании. Почти все они, кроме танкистов Д. Д. Погодина, П. М. Армана, С. К. Осадчего (посмертно), Н. А. Селицкого, П. Е. Куприянова, С. М. Быстрова, были лётчиками. Всего за время войны в Испании (1936—1939) звание Героя было присвоено шестидесяти её участникам.
За героизм, мужество и отвагу, проявленные при выполнении боевых заданий командования по разгрому японских интервентов в районе озера Хасан, в августе 1938 года звания Героя Советского Союза были удостоены 26 человек.
Менее чем через год состоялось первое награждение введённым знаком отличия — медалью «Золотая Звезда»: её получили 70 человек за подвиги, совершённые ими в мае — сентябре 1939 года в боях на реке Халхин-Гол. Тогда же в стране появились первые дважды Герои Советского Союза.
После советско-финского вооружённого конфликта 1939—1940 гг. число Героев Советского Союза возросло на 412 человек: 154 воина стрелковых войск, 75 авиаторов, 75 танкистов, 64 артиллериста, 19 моряков, 13 пограничников, 10 воинов инженерных войск, один кавалерист и один лётчик Гражданского воздушного флота.
К началу 1941 года имелось 626 награждённых, в их числе — три женщины и пять человек, удостоенных этого звания дважды.
Подавляющее число награждений «Золотой Звездой» Героя Советского Союза было проведено в годы Великой Отечественной войны: 91,2 % от их общего количества. За подвиги, совершённые в годы Великой Отечественной войны, высокого звания удостоены 11 657 человек (3051 человек — посмертно), в том числе дважды — 108 (из них восемь — посмертно). Среди Героев Советского Союза-участников Великой Отечественной войны — 90 женщин (49 — награждены посмертно).
По состоянию на 1 ноября 1946 года звания Героя Советского Союза были удостоены 12 208 человек.
Среди Героев Советского Союза — дети и подростки, участники боевых действий:
- Лёня Голиков, партизан, погиб в 16 лет, удостоен звания Героя Советского Союза 2 апреля 1944 года;
- Марат Казей, партизан-разведчик, погиб в 14 лет, удостоен звания Героя Советского Союза 8 мая 1965;
- Валя Котик, партизан-разведчик, погиб в возрасте 14 лет, удостоен звания Героя Советского Союза 27 июля 1958 года, самый молодой (по возрасту) Герой Советского Союза;
- Зина Портнова, подпольщица, партизанка и разведчица, погибла в возрасте 17 лет, удостоена звания Героя Советского Союза 1 июля 1958 года.

Среди получивших звание Героя Советского Союза за ратные подвиги в годы войны были представители разных народов многонационального Советского Союза. В ходе войны звания Героя Советского Союза удостоены 13 воинов союзных армий, в основном польские и чехословацкие военнослужащие, а также четыре лётчика французского авиаполка «Нормандия — Неман». Первым иностранным Героем Советского Союза стал командир роты 1-го чехословацкого отдельного пехотного батальона надпоручик Отакар Ярош, героически погибший в бою при Соколово (звание Героя посмертно присвоено 17.04.1943).
Больше всего Героев Советского Союза было в 167-й стрелковой Сумско-Киевской дважды Краснознамённой дивизии: 108 человек.
Многие Герои Советского Союза были родственниками или членами одной семьи:
- Зоя и Александр Космодемьянские;
- лётчики отец и дочь Савицкие (оба дважды);
- лётчики-испытатели братья Владимир и Константин Коккинаки;
- командующий 18-й армией генерал-полковник К. Н. Леселидзе и его брат подполковник В. Н. Леселидзе — командир 619-го армейского миномётного полка;
- братья-танкисты генерал-майор танковых войск М. Г. Вайнруб и гвардии подполковник Е. Г. Вайнруб;
- лётчики старший лейтенант Д. Б. Глинка (дважды Герой Советского Союза) и лейтенант Б. Б. Глинка;
- штурманы дальней авиации братья гвардии капитаны Николай и Михаил Паничкины;
- танкист полковник А. И. Лизюков и артиллерист полковник П. И. Лизюков;
- артиллеристы гвардии рядовой Я. Е. Луканин и гвардии младший сержант Д. Е. Луканин;
- морские лётчики капитан С. Г. Курзенков и лейтенант А. Г. Курзенков;
- партизаны Евгений и Геннадий Игнатовы;
- лётчики брат и сестра Владимир и Тамара Константиновы;
- штурман эскадрильи гвардии старший лейтенант Е. В. Рябова и её муж — командир авиационной эскадрильи старший лейтенант Г. Ф. Сивков (дважды Герой Советского Союза);
- семья авиаторов: старший лейтенант Н. В. Поповой и С. И. Харламова;
- лётчик-истребитель капитан Кубати Карданов и его брат — танкист, гвардии лейтенант Кабард Карданов.

Во время боевых действий на территории Афганистана Героями Советского Союза стали 85 человек, 28 из них удостоились этого высокого звания посмертно.
Всего за время существования СССР звания Героя Советского Союза были удостоены 12 777 человек (без учёта лишённых звания: 72  — за порочащие поступки, и 13 человек, указы по которым отменены как необоснованные), в том числе дважды — 154 (девять — посмертно) человек, трижды — три человека и четырежды — двое. Среди Героев Советского Союза — 95 женщин, 41 человек — граждане зарубежных государств. Абдул Ахад Моманд стал последним иностранным гражданином, удостоенным звания Героя Советского Союза.
Последним, кому была вручена медаль «Золотая Звезда» Героя Советского Союза (№ 11664, за участие в водолазном эксперименте, имитирующем длительную работу на глубине 500 метров под водой), 24 декабря 1991 года стал младший научный сотрудник — водолазный специалист, капитан 3-го ранга Леонид Михайлович Солодков. При получении «Золотой звезды» Героя ему по Уставу полагалось ответить: «Служу Советскому Союзу!». Однако на момент вручения награды (16 января 1992 года) СССР не существовал уже 22 дня. Устав ещё не был переписан, а упоминать Советский Союз Солодков посчитал нецелесообразным, поэтому сказал вручавшему ему награду маршалу авиации Е. И. Шапошникову только: «Спасибо!».
После распада СССР звание «Герой Советского Союза» было упразднено. Вместо него 20 марта 1992 года в России было учреждено звание «Герой Российской Федерации», также присваиваемое за геройские подвиги. Юридически Герои Советского Союза имеют те же права, что и Герои Российской Федерации.
Четверо Героев Советского Союза стали также Героями Российской Федерации: космонавты Сергей Крикалёв и Валерий Поляков, учёный-полярник Артур Чилингаров и полковник Российской Армии Николай Саинович Майданов (посмертно).

### Самые первые, молодые и пожилые Герои Советского Союза
Относительно самых первых Героев Советского Союза сведения приводятся в хронологическом порядке.
Первый Герой Советского Союза (по номеру «Золотой Звезды»)
лётчик Анатолий Ляпидевский (20.04.1934).
Первый иностранец — Герой Советского Союза
лётчик 1-й интернациональной авиационной бомбардировочной эскадрильи ВВС республиканской Испании Волкан Горанов (31.12.1936).
Первая женщина — Герой Советского Союза
лётчица Валентина Гризодубова (02.11.1938).
Первая женщина, удостоенная звания Героя Советского Союза в годы Великой Отечественной войны
Зоя Космодемьянская, удостоенная посмертно звания Героя Советского Союза 16 февраля 1942 года.
Первая и единственная женщина-иностранка — Герой Советского Союза
Анеля Кживонь (11.11.1943, посмертно), рядовая Войска Польского.
Самый молодой (по возрасту) Герой Советского Союза
партизан Валентин Котик (1930—1944) — на момент совершения подвига ему было 14 лет.
Самый пожилой (по возрасту) Герой Советского Союза
генерал армии в отставке Иван Тюленев (28.01.1892—1978) — на момент награждения, 21.02.1978, ему было 86 лет.
Самый пожилой (по году рождения) Герой Советского Союза
Матвей Кузьмин (1858—1942), колхозник.
Самый молодой (по дате рождения) Герой Советского Союза
Дмитрий Комарь (06.11.1968), один из трёх погибших защитников Белого дома во время августовского путча 1991 года.
Самую короткую жизнь среди Героев Советского Союза прожил Валентин Котик (14 лет), самую долгую — Василий Мичурин (105 лет), который также дольше всех носил это звание (81 год).

### Герои Советского Союза и Герои Социалистического Труда
Одиннадцать Героев Советского Союза были также Героями Социалистического Труда:
1. Брежнев, Леонид Ильич
2. Ворошилов, Климент Ефремович
3. Головченко, Василий Иванович
4. Гризодубова, Валентина Степановна
5. Машеров, Пётр Миронович
6. Орловский, Кирилл Прокофьевич
7. Сталин, Иосиф Виссарионович
8. Трайнин, Пётр Афанасьевич
9. Третьяк, Иван Моисеевич
10. Устинов, Дмитрий Фёдорович
11. Хрущёв, Никита Сергеевич

При этом Л. И. Брежнев был четырежды Героем Советского Союза, К. Е. Ворошилов — дважды Героем Советского Союза, Д. Ф. Устинов — дважды Героем Социалистического Труда, а Н. С. Хрущёв — трижды Героем Социалистического Труда.

### Герои Советского Союза — полные кавалеры ордена Славы
Четыре Героя Советского Союза были также полными кавалерами ордена Славы:
- Алёшин, Андрей Васильевич
- Драченко, Иван Григорьевич
- Дубинда, Павел Христофорович
- Кузнецов, Николай Иванович

### Многократные награждения
Первые дважды Герои Советского Союза
майор С. И. Грицевец (22.02.1939; 29.08.1939)
майор Г. П. Кравченко (22.02.1939; 29.08.1939)
комкор Я. В. Смушкевич (21.06.1937; 17.11.1939)
С. И. Грицевец так и не получил знак особого отличия — медаль «Золотая Звезда», так как она была учреждена Указом Президиума Верховного Совета СССР от 16 октября 1939 года, через месяц после его гибели в авиационной катастрофе.
Первая и единственная женщина — дважды Герой Советского Союза
лётчик-космонавт С. Е. Савицкая (27.08.1982; 29.07.1984)
Всего звания Героя Советского Союза дважды были удостоены 154 человека.
Трижды Герои Советского Союза
Маршал авиации А. И. Покрышкин (24.05.1943; 24.08.1943; 19.08.1944)
Маршал авиации И. Н. Кожедуб (04.02.1944; 19.08.1944; 18.08.1945)
Маршал Советского Союза С. М. Будённый (01.02.1958; 24.04.1963; 22.02 1968)
Четырежды Герои Советского Союза
Маршал Советского Союза Г. К. Жуков (29.08.1939; 29.07.1944; 01.06.1945; 01.12.1956)
Маршал Советского Союза Л. И. Брежнев (18.12.1966; 18.12.1976; 19.12.1978; 18.12.1981)
Л. И. Брежнев был также Героем Социалистического Труда (17.06.1961).

### Герои Советского Союза — полные кавалеры Георгиевского креста
- К. И. Недорубов.
- И. В. Тюленев.
- М. Е. Козырь.
- Г. А. Агеев.
- И. С. Лазаренко.
- М. М. Мещеряков.
- С. М. Будённый.

## Лишённые звания Героя Советского Союза
Звания Героя Советского Союза по тем или иным причинам (в подавляющем большинстве за преступления) были лишены 72 человека. По 13 награждённым Указы о присвоении звания Героя Советского Союза были отменены из-за необоснованного представления к награждению. Ещё 61 человек был лишён звания Героя, а впоследствии восстановлен в этом звании. Два человека были восстановлены в звании после отмены присвоения. 16 Героев Советского Союза после лишения звания в дальнейшем были расстреляны (12 из них впоследствии были реабилитированы и восстановлены в звании).

## Аналогичные награды иностранных государств
По подобию Советского Союза, звание Героя как высшая государственная награда или как почётное звание было учреждено в большинстве государств социалистического лагеря, в ряде развивающихся государств (как правило, ориентировавшихся в своей политике на СССР), с учётом национальных особенностей, а также в Израиле (в 1949 году).
| Герой ГДР                                         |                                           | Герой Демократической Республики Афганистан |  |
| Герой Народной Республики Болгария                |                                           | Герой Народных Вооружённых сил Вьетнама     |  |
| Герой ЧССР                                        |                                           | Герой Республики Куба                       |  |
| Герой Венгерской Народной Республики              |                                           | Герой КНР                                   |  |
| Герой Монгольской Народной Республики             | Герой Монгольской Народной Республики     | Герой КНДР                                  |  |
| Герой Социалистической Республики Румыния         | Герой Социалистической Республики Румыния | Герой Сирийской Арабской Республики         |  |
| Народный герой Албании                            |                                           | Герой Мозамбика                             |  |
| Народный герой Югославии                          | Орден Народного героя                     | Герой Непала                                |  |
| Герой Лаосской Народно-Демократической Республики |                                           | Герой Израиля                               |  |

После распада СССР в России было учреждено звание «Герой Российской Федерации», тоже присваиваемое за выдающиеся подвиги; также учреждены звания Героя (Национального Героя) в ряде других постсоветских государств и в некоторых непризнанных или частично признанных государствах или государственных образованиях.
| Герой Абхазии                           |                                  | Народный Герой Казахстана                           |                            |
| Герой Отечественной войны (Азербайджан) | Герой Отечественной войны        | Герой Киргизской Республики                         |                            |
| Национальный Герой Армении              | Национальный герой Армении       | Герой Российской Федерации                          | Герой Российской Федерации |
| Герой Арцаха                            |                                  | Герой Таджикистана                                  | Кахрамони Точикистон       |
| Герой Беларуси                          |                                  | Герой Туркменистана                                 | Герой Туркменистана        |
| Национальный Герой Грузии               | Орден Национального героя Грузии | Герой Узбекистана                                   | Герой Узбекистана          |
| Национальный Герой Азербайджана         | Национальный герой Азербайджана  | Герой Украины с присвоением ордена «Золотая Звезда» | Герой Украины              |